# Клер Макдауелл
Клер Макдауелл (англ. Claire McDowell; 2 листопада 1877 — 23 жовтня 1966) — американська актриса епохи німого кіно. З 1908 по 1945 рік вона знялася в 350 фільмах.

## Перші роки
Клер Макдауелл народилася в Нью-Йорку 2 листопада 1877 року в сім'ї Юджина А. Макдауелла і Фанні Рівз. Її тітка, актриса Фанні Девенпорт, навчила її акторській майстерності. Другим чоловіком Фанні Девенпорт був брат Юджина Мельбурн Макдауелл.

## Кар'єра
Коли їй було 17 років, вона була дублером у театральній трупі, яку очолював Чарльз Фроман. Все ще юна красуня, Макдауелл знялася в численних короткометражних, ранніх повнометражних фільмах. Перейшла до гри ролей матерів та ігрових персонажів. Вона з'явилася у фільмі Дугласа Фербенкса «Знак Зорро» (1920). Макдауелл знялася в двох найбільших фільмах німої епохи, «Великий парад» і «Бен-Гур: історія Христа», в яких вона обидва рази грала матерів. and to Hold (1901) і Hearts Are Trumps (1900).
Коли їй було 38 років, Макдауелл пішла на пенсію, але пізніше повернулася до акторської майстерності, особливо в ролі матерів.

## Особисте життя і смерть
Клер Макдауелл була одружена з актором німого кіно Чарльзом Хіллом Мейлзом з 1906 року до його смерті в 1937 році. Пара знімалася разом у численних німих фільмах, включаючи «Знак Зорро». У них було двоє синів Роберт і Юджин.
Померла в Голлівуді, штат Каліфорнія, 23 жовтня 1966 року, за десять днів до свого 89-го дня народження.

## Вибрана фільмографія
- 1920 — Знак Зорро / The Mark of Zorro
- 1925 — Великий парад / The Big Parade
- 1925 — Бен-Гур: історія Христа / Ben-Hur: A Tale of the Christ
- 1931 — Американська трагедія / An American Tragedy
- 1933 — За попереднім записом / By Appointment Only — місіс Мері Керролл
- 1934 — Це сталося якось вночі / It Happened One Night
- 1934 — Імітація життя / Imitation of Life
- 1938 — Три товариші / Three Comrades
- 1939 — Встань і бийся / Stand Up and Fight
- 1939 — Захоплення ідіота / Idiot's Delight
- 1944 — Тонка людина їде додому / The Thin Man Goes Home